# 누노우라 츠바사
누노우라 츠바사 (布浦 翼, ぬのうら つばさ, 1954년 9월 10일 출생)는 홋카이도 아사히카와시 출신의 여성 만화가이다. 국내에서는 미소의 세상의 원작자로 잘 알려져 있다.

## 개요
1975년 별책소녀친구에 게재된 "로랑쥬르"로 데뷔한다. 이후 이 잡지를 중심으로 오랫동안 활약하다가 현재는 여성지, 청년지로 활동을 넓혀 삐걱삐걱 센타로, 스마일 키코 등 동물이나 어린이를 주인공으로 한 쇼트·쇼트의 코미디 만화를 중심으로 활동하고 있다.